# Orazio Borgianni

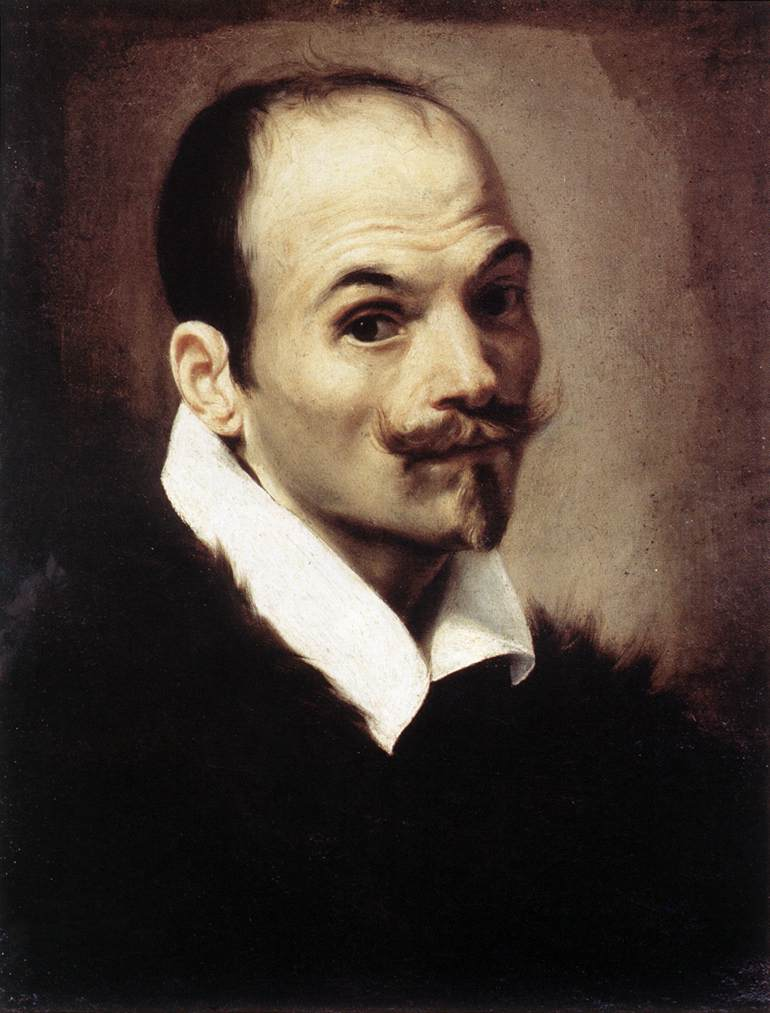
Selbstporträt von Orazio Borgianni. Öl auf Leinwand, 55 × 39 cm, Galleria Nazionale d’Arte Antica, Rom

Orazio Borgianni (auch: Borgiani, Burgiano; spanisch: Borján; * 6. April 1574 in Rom; † 15. Januar 1616 ebenda) war ein italienischer Maler und Kupferstecher im Übergang vom Manierismus zum Frühbarock, der vor allem in Rom und in Spanien wirkte.

## Leben
Sein Vater Giovanni Borgianni war Zimmermann und stammte aus Florenz. Orazio hatte zwei Brüder namens Giovanni Domenico und den als Architekten bekannten Giulio Lasso (genannt Giulio Scalzo), der laut Baglione sein erster Zeichenlehrer war und mit dem er offenbar nach Sizilien ging. Denn das erste bekannte Werk Orazio Borgiannis ist ein 1593 signierter und datierter Hl. Gregor, den er 1593 für die Kirche San Domenico in Taormina malte (heute: Sammlung der Fürstin von Cerami, Catania).
Zurück in Rom soll Borgianni auf eigene Faust weiter studiert haben, besonders nach Vorbildern der Antike, was sich auch an einigen seiner Werke ablesen lässt.
Es wird vermutet, dass er zweimal in Spanien war, das erste Mal etwa ab 1598. Dort lässt er sich in Aragón und Navarra nachweisen, konkreter in Städten wie Pamplona, Zaragoza und später in Madrid. Zu seinen frühen spanischen Werken gehört ein signierter Christus am Kreuz im Museum von Cádiz, der u. a. wegen der manieristisch gelängten Körperformen etwas an El Greco erinnert.
Borgianni soll (laut Baglione) in Spanien geheiratet haben und erst nach dem frühen Tod seiner Frau nach Rom zurückgekehrt sein.

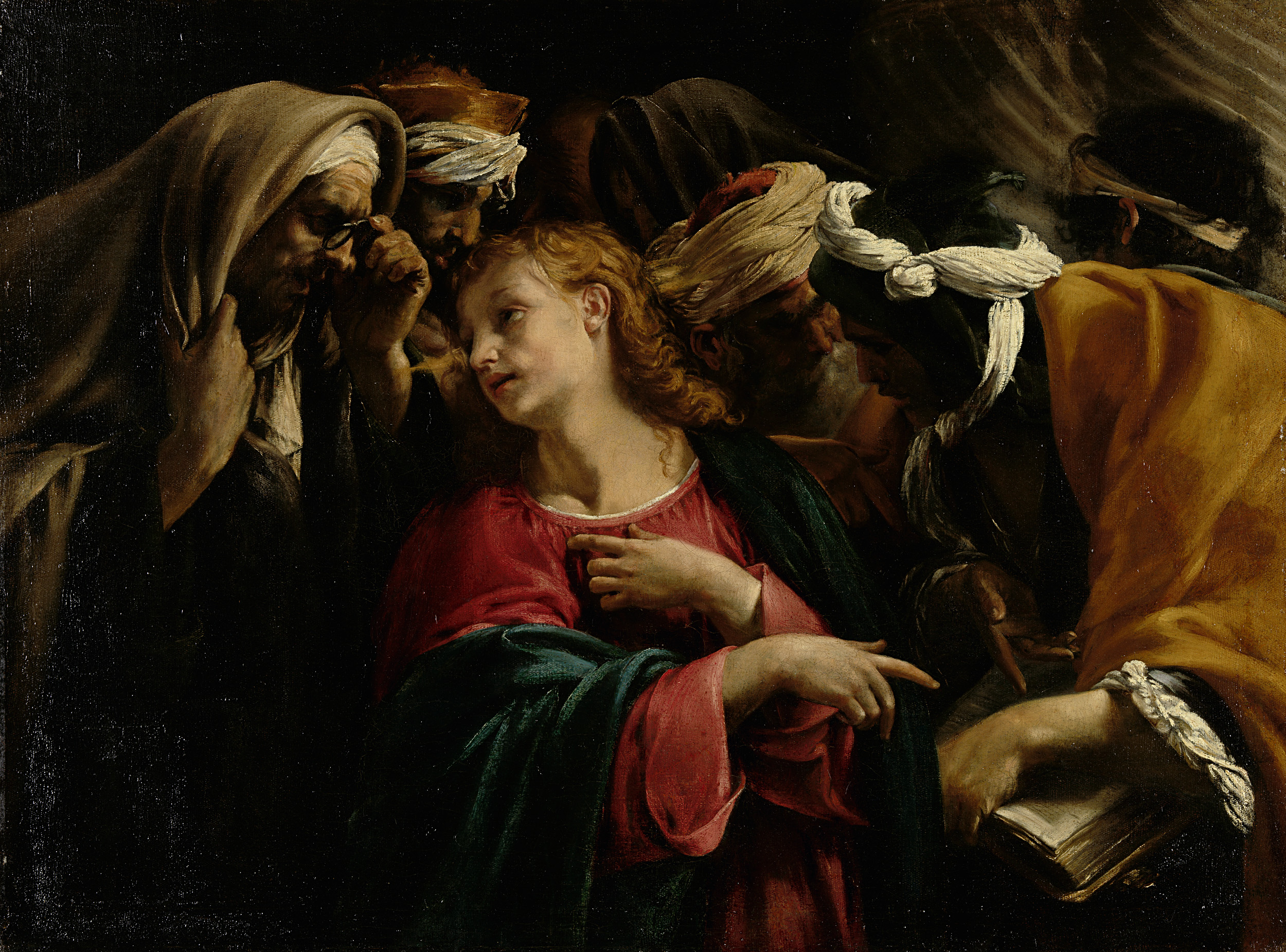
Jesus unter den Schriftgelehrten, 1609 (?), Öl auf Leinwand, 78,2 × 104,6 cm, Rijksmuseum, Amsterdam

Im Juni 1603 reichte er in Madrid zusammen mit anderen Malern – darunter Eugenio Caxés, den er vielleicht schon aus Italien kannte – eine Petition für die Gründung einer Maler-Akademie nach italienischem Vorbild ein (in Italien waren die Maler gesellschaftlich und rechtlich besser gestellt).

Doch gegen Ende des Jahres war er offenbar bereits in Rom. Das wird bezeugt durch ein von Borgianni gemaltes Porträt des sizilianischen Malers Tommaso Laureti, das auf dem Rahmen das Datum 1603 trägt und sich in der Accademia di San Luca befindet. Borgianni unterzeichnete außerdem am 18. Februar 1604 ein Dokument der besagten Accademia (Libro del Camerlengo, Vol. 42, 1593–1623, ff. 105v–106).
Gegen Ende 1604 war er nachweislich wieder in Spanien, zunächst in Toledo, und am 9. Januar 1605 in Madrid, wo er ein Inventar der Güter des Marquis de Poza unterzeichnete. Es ist nicht bekannt, wie lange dieser zweite Spanienaufenthalt dauerte, sicher ist nur, dass er am 18. Oktober 1607 wieder in Rom war und seinen Beitrag für die Accademia di San Luca bezahlte (Archivio dell’Accademia, Vol. 42, f. 35). Andere vermuten, dass Borgianni bereits im April 1605, zur Zeit der Wahlen von Paul V. zum Papst, in Rom ein Bildnis des Dichters Giovanni Battista Guarini gemalt habe, das heute verloren ist.
Auch in seiner römischen Zeit hatte Baglione nicht nur Mäzene beim lokalen Adel und Klerus, sondern weiterhin gute spanische Kontakte, beispielsweise zu einem spanischen Botschafter und zu einem Prokurator des Augustinerordens in Spanien.
Nicht einfach ist die Zuordnung der Werke Borgiannis zu seinen verschiedenen Lebensphasen. Als eins seiner schönsten „spanischen“ Werke gilt ein signierter Hl. Dominikus in Madrid (Collecciòn Diaz Cordobés).

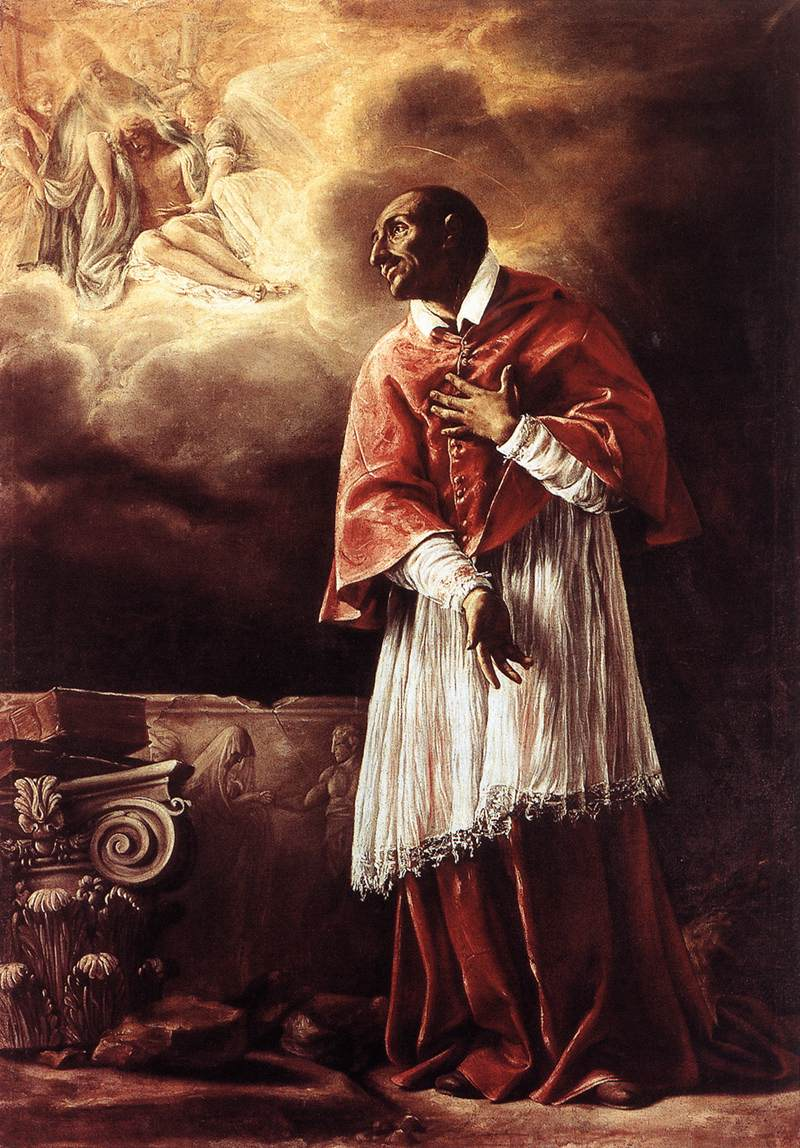
Der hl. Carlo Borromeo vor der Trinität, Öl auf Leinwand, 217 × 151 cm, San Carlo alle Quattro Fontane, Rom

1608 malte er das Altarbild Erscheinung der Jungfrau Maria vor dem hl. Franziskus in der Kapelle des Friedhofs von Sezze Romano, das als eins seiner Meisterwerke gilt und Einflüsse von Correggio, Lanfranco und der venezianischen Schule zeigt. Da eine Reise Borgiannis nach Venedig oder Parma nicht nachgewiesen ist, könnte er entsprechende Werke auch in Privatsammlungen gesehen haben, besonders in den königlichen Sammlungen in Madrid.
Zu den bedeutenden römischen Werken zählt der Hl. Carlo Borromeo vor der Trinität in San Carlino alle Quattro Fontane, der die Signatur „O.B.“ trägt, wie auch einige andere Werke dieser Phase. Es handelt sich um ein koloristisch besonders brillantes Werk, auf dem im Hintergrund ein berühmtes antikes Relief der Hochzeit von Peleus und Thetys dargestellt ist, welches sich heute im Louvre befindet. Auch auf diesem Bild sind venezianische Einflüsse nicht zu übersehen.
Ebenfalls mit „O.B.“ signiert sind das Bild David und Goliath in Madrid (Accademia di San Fernando) und der Tod Johannes d. Täufers in Dresden (Gemäldegalerie Alte Meister).
1610 wurde Borgianni mit Fürsprache von Antiveduto Gramatica in Rom in die Accademia dei Virtuosi al Pantheon aufgenommen.
Für das Santuario della Misericordia in Savona malte er eine Geburt der Maria, die als eins seiner besten Werke gilt und Einflüsse von Tintoretto und Jacopo Bassano zeigt (siehe Abb. unten). Das Bild entstand wahrscheinlich um 1612, als die Fassade und die neuen Kapellen der Kirche erneuert wurden.

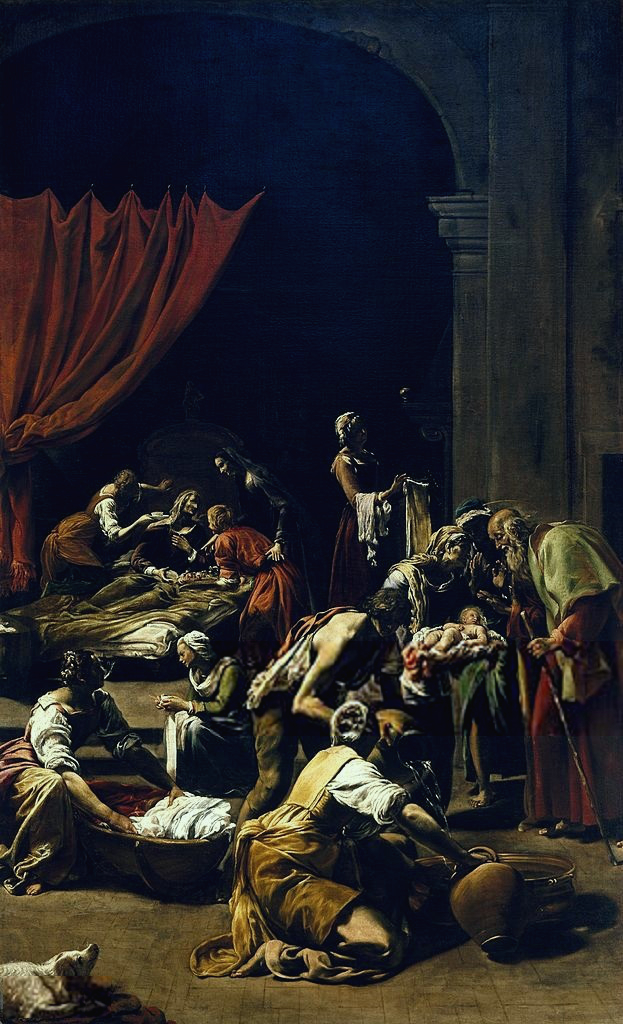
Geburt der Maria, um 1612, Santuario della Misericordia, Savona

Seit 1938 (B. und E. Tormo) werden Borgianni eine Mariä Himmelfahrt und acht (oder zehn ?) weitere Szenen aus dem Leben der Maria für den Hauptaltar und zwei Seitenaltäre im Konvent Portacoeli in Valladolid zugeschrieben. Die Zuschreibung ist allgemein akzeptiert, und mittlerweile ist bekannt, dass die Bilder 1611 als Geschenk „eines Herrn mit Titel, der seiner Majestät in einer Botschaft dient“ – wahrscheinlich der römische Botschafter Francisco de Castro – in Valladolid eintrafen. Die Gemälde zeigen diverse Einflüsse, von den Carracci und Lanfranco über Correggio bis zum Spätwerk von Iacopo Bassano und Tintoretto. Die Mariä Himmelfahrt von Valladolid wurde später zum Vorbild für ähnliche Bilder von Angelo Nardi im Convento de Las Bernardas in Alcalá de Henares und in Jaén.
Den letzten Lebensjahren, etwa 1612 bis 1615, wird die Hl. Familie mit der hl. Anna für die Kirche San Silvestro in Capite zugeordnet (Galleria Nazionale d’Arte Antica, Rom), ein Werk, das zwar mit dem dunklen Hintergrund und den realistisch wirkenden Figuren einen allgemeinen Caravaggio-Einfluss zeigt, aber stilistisch ansonsten völlig original ist. Im Übrigen sollen Borgianni und Caravaggio regelrecht miteinander verfeindet gewesen sein.
Zu den späten Werken zählt auch der Tote Christus (Abb. unten), eine stilistisch modernisierte und eigenständige „Kopie“ nach dem berühmten Gemälde von Mantegna (Brera, Mailand); es gibt davon mehrere Versionen, eine im Palazzo Venezia in Rom, eine andere in einer Privatsammlung in Florenz; weitere Fassungen befanden sich im 17. Jahrhundert in der Sammlung des Duke of Buckingham in York House und im Palacio Real in Madrid. Borgianni schuf davon auch einen mit „H.B.“ signierten und 1615 datierten Kupferstich, den er dem spanischen Botschafter in Rom, Francesco de Castro, widmete.

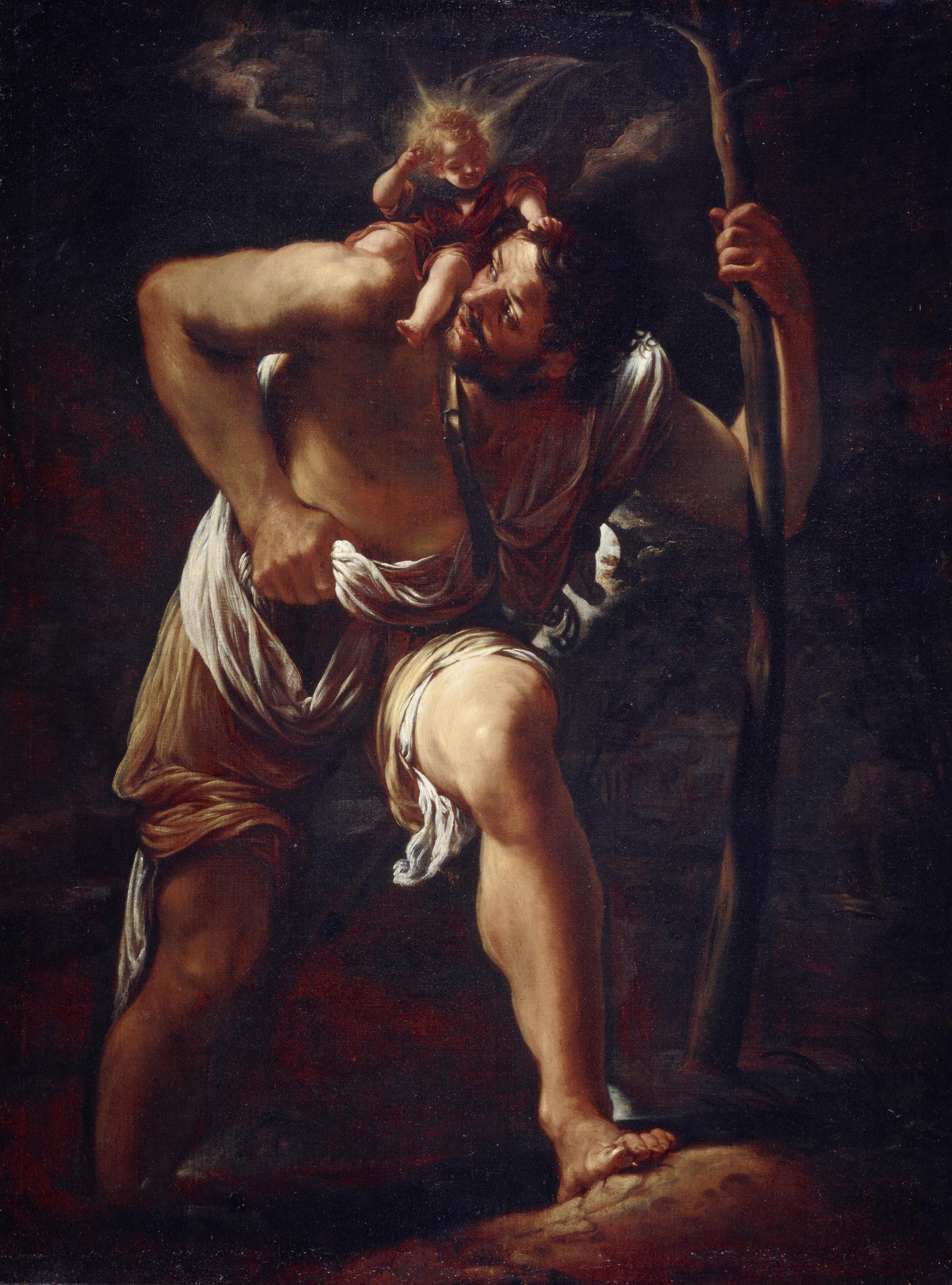
Der hl. Christophorus mit dem Jesuskind, ca. 1615, Öl auf Leinwand, 104 × 78 cm, National Gallery of Scotland, Edinburgh

Sehr populär war auch Borgiannis Hl. Christophorus, dessen Original in der National Gallery of Scotland (Edinburgh) aufbewahrt wird. Auch von diesem Bild schuf er einen Kupferstich und es gibt in verschiedenen Ländern mehrere Kopien, die von der Werkstatt oder unabhängig nach dem Stich angefertigt wurden.
1615 arbeitete er an 52 Stichen mit Biblischen Szenen aus den Loggien des Raffael im Vatikan; diese zeigen bereits ein Nachlassen seiner künstlerischen Kreativität, wahrscheinlich wegen der Tuberkulose, unter der er litt und die zu seinem Tode führte.
Wenn man Baglione glauben darf, wurde diese tödliche Krankheit durch die Enttäuschung über Intrigen eines anderen Malers (Gasparo Celio) ausgelöst: Dieser habe sich zuerst bei Borgianni eingeschmeichelt, ihm dann mithilfe von Lügen einen einflussreichen spanischen Mäzen abspenstig gemacht und es schließlich sogar geschafft, dass er den portugiesischen Christusorden bekam, der eigentlich Borgianni für seine künstlerischen Leistungen versprochen worden war.
Zuletzt lebte Borgianni in Rom in der Via Frattina und machte 1615 sein Testament, aus dem hervorgeht, dass er einigermaßen wohlhabend war und zahlreiche Reliefs zu Hause hatte, die er der Accademia San Luca vermachte. Zu den Zeugen seines Testaments gehörte u. a. sein Freund Antiveduto Grammatica.

Orazio Borgianni starb am 15. Januar 1616 und wurde in der römischen Kirche San Lorenzo in Lucina bestattet; sein dortiger Gedenkstein wurde 1927 bei Restaurierungsarbeiten entfernt.
Borgianni hatte einen gewissen Einfluss auf die Entwicklung der spanischen Malerei im frühen 17. Jahrhundert, ebenso wie auf das Werk von Carlo Saraceni, Antiveduto Gramatica, sowie Giovanni Lanfranco, Simon Vouet und Giovanni Serodine.

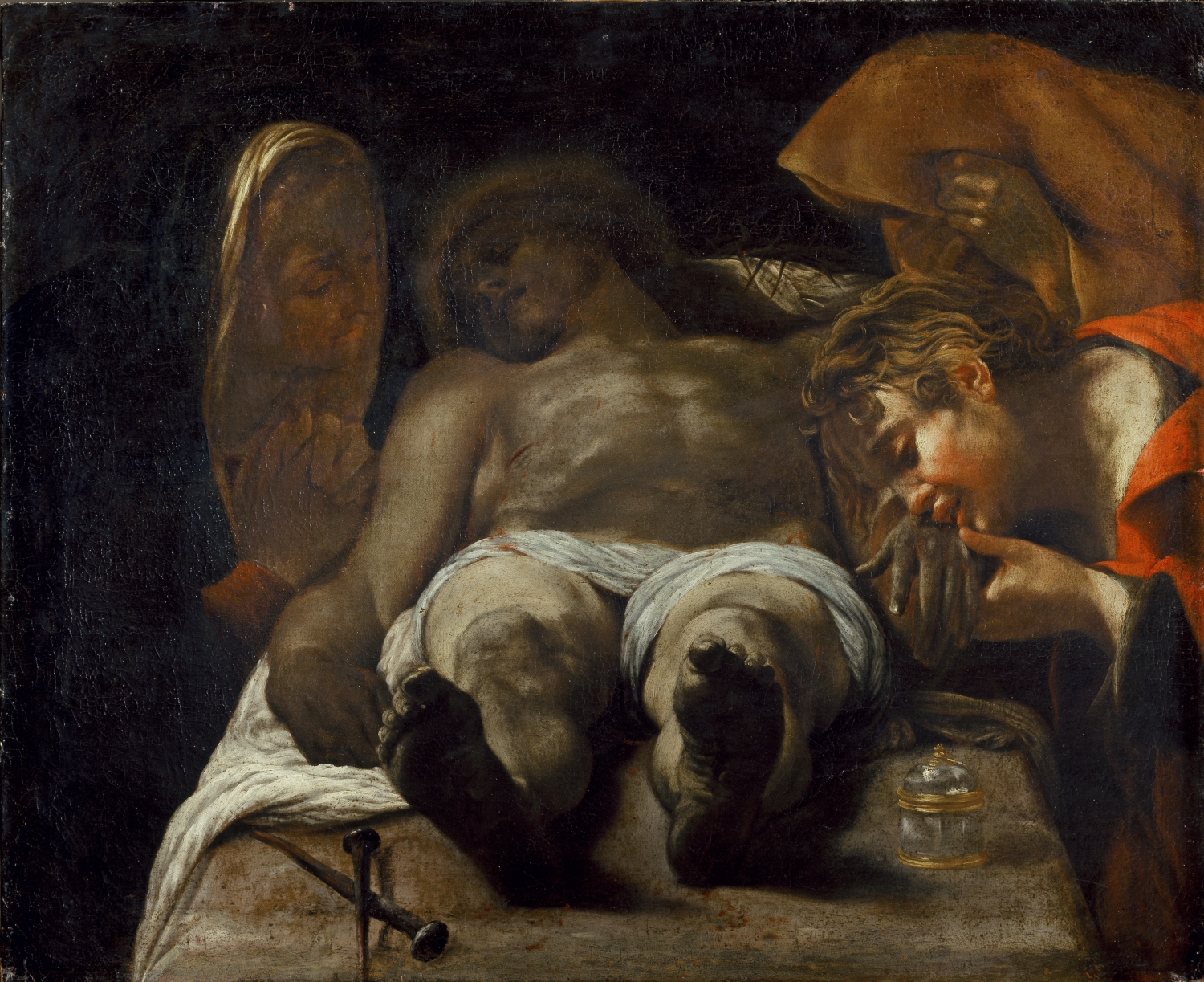
Beweinung Christi (nach Mantegna)

## Werke

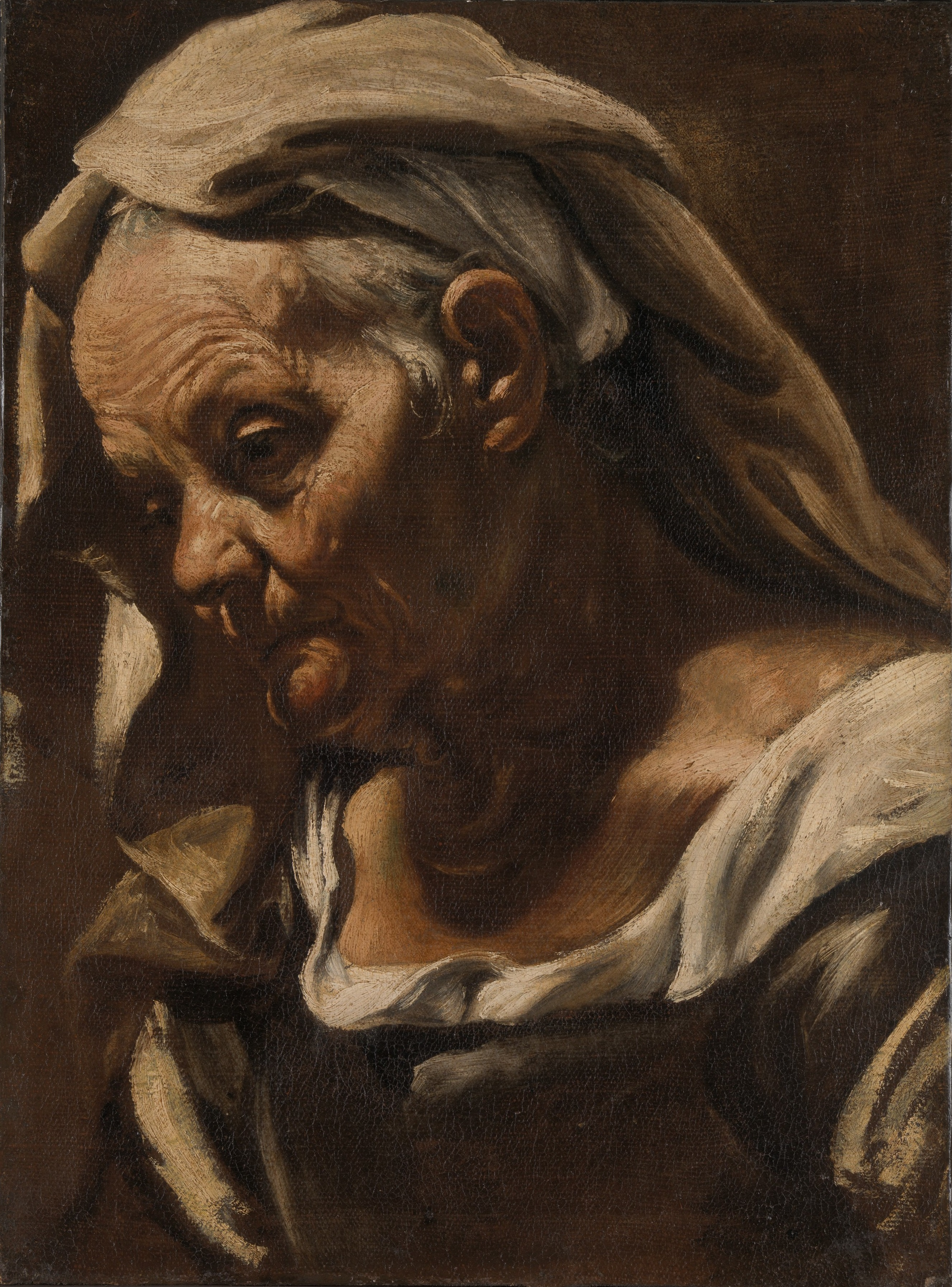
Eine alte Frau, Öl auf Leinwand, 53 × 39 cm, Metropolitan Museum of Art, New York

Quellen für die folgende Werkliste sind die Artikel von Harold E. Wethey im DBI und von Alfonso E. Pérez Sánchez im DBe (siehe Literatur).

### Gemälde
- Hl. Gregor, signiert und datiert 1593, (urspr. in San Domenico, Taormina), Sammlung der Fürstin von Cerami, Catania
- Hl. Christophorus (wahrscheinlich für den Orden der Mercedarier ?), signiert, um 1600, früher in der Sammlung Milicua, Barcelona; später im Antiquitätenhandel in Madrid
- Christus am Kreuz, signiert, um 1600, Museum von Cádiz (eine schwache Kopie im Bischofspalast von Toledo)
- Der hl. Franziskus erhält die Stigmata, um 1600, Privatsammlung, Madrid
- Der hl. Hieronymus, um 1600, Sammlung Buendia, Pamplona
- Hl. Dominikus, signiert, Collecciòn Diaz Cordobés, Madrid
- David und Goliath, signiert „O.B.“, Accademia di San Fernando, Madrid
- Der hl. Jakob (= Santiago) in Clavijo, Museo de Jaén[2]
- Martyrium des Hl. Lorenz, Colegiata de Roncesvalles[2]
- Tod Johannes d. Täufers, signiert „O.B.“, Gemäldegalerie Alte Meister, Dresden
- Jesus unter den Schriftgelehrten, Privatsammlung, Rom
- Christus mit dem Kreuz, Sacro Cuore a Castro Pretorio, Rom
- Via Crucis (Kreuzweg), Cappella reale, Portici (mit starker Beteiligung der Werkstatt)
- Dreihundert christliche Märtyrer, Pinacoteca Ambrosiana, Mailand (zugeschrieben)
- Erscheinung der Jungfrau Maria vor dem hl. Franziskus, datiert 1608, Kapelle des Friedhofs von Sezze Romano
- Der hl. Carlo Borromeo vor der Trinität, signiert „O.B.“, San Carlino alle Quattro Fontane, Rom
- Der hl. Carlo bei den Pestkranken, Chiesa della Curia generalizia dei Padri mercedari, Rom
- Porträt eines Kardinals, Privatsammlung, Los Angeles
- Geburt der Maria, um 1612, Santuario della Misericordia, Savona
- Neun Gemälde (Marienzyklus, u. a. Mariä Himmelfahrt), um 1605 oder 1612–13 (?), am Hauptaltar und an zwei Seitenaltären im Konvent Portacoeli, Valladolid (allgemein akzeptierte Zuschreibung an Borgianni)
- Hl. Familie mit der hl. Anna, ca. 1612–15 (einst in San Silvestro in Capite) Galleria Nazionale d’Arte Antica, Rom
- Hl. Familie mit der hl. Anna, signiert „O.B.“, ca. 1612–15, Collezione Longhi, Florenz (zweite Version in Wiener Privatsammlung)
- Der tote Christus (nach Mantegna, in der Brera, Mailand), ca. 1612–15, Palazzo Venezia, Rom (andere Version in Collezione Longhi, Florenz)
- Hl. Christophorus, National Gallery of Scotland, Edinburgh
- Selbstbildnis, Accademia di San Luca, Rom

### Kupferstiche
- Hl. Christophorus, 1610–15
- Pietà, ca. 1612–15
- 52 Kupferstiche mit Biblischen Szenen nach den Loggien des Raffael im Vatikan, signiert mit „H.B.“ und datiert 1615 (Zeichnungen davon in: Gabinetto degli Uffizi, Florenz; Albertina, Wien; Ashmolean Museum, Oxford; und Biblioteca Nacional, Madrid)